# Николај Илијев
Николај Стефанов Илијев (буг. Николай Стефанов Илиев; Софија, 31. март 1964) је бивши бугарски фудбалер. Играо је на позицији одбрамбеног играча.

## Успеси
Левски Софија
- Прва лига Бугарске (4) : 1983/84, 1984/85, 1987/88, 1992/93.[3]
- Куп Бугарске (2) : 1983/84, 1985/86.[3]

Појединачни
- Најбољи бугарски фудбалер: 1987.[4]